# بیمارستان بوریرام
بیمارستان بوریرام (به لاتین: Buriram Hospital) یک بیمارستان در تایلند است که در Nai Mueang واقع شده‌است.